# Oblast de Sterlitamak
1952–1953
L'oblast de Sterlitamak (en russe : Стерлитамакская область, Sterlitamakskaïa oblast’) est une division territoriale et administrative de la République socialiste soviétique autonome bachkire, au sein de la République socialiste fédérative soviétique de Russie, en Union soviétique. Fondée en 1952, elle fut supprimée l'année suivante. Sa capitale administrative était la ville de Sterlitamak.

## Histoire
Par un décret du 29 mai 1952, le Præsidium du Soviet suprême de l'Union soviétique divisa la RSSA bachkire en deux oblasts : l'oblast d'Oufa et l'oblast de Sterlitamak. Mais cette expérience fut rapidement considérée comme un échec et le 30 avril 1953, un nouveau décret du Præsidium du Soviet suprême supprima les deux oblasts. 

## Subdivisions
L'oblast de Sterlitamak comprenait :
- trois villes : Sterlitamak, Ichimbaï et Beloretsk ;
- 25 raïons.

## Source
- (ru) Cet article est partiellement ou en totalité issu de l’article de Wikipédia en russe intitulé « Стерлитамакская область » (voir la liste des auteurs).